# Илия Цирункаров
Илия Ангелов Цирункаров е български офицер, поручик.

## Биография
Илия Цирункаров е роден в 1892 в Кърчово, тогава в Османската империя, днес в Гърция. При избухването на Балканската война в 1912 година е доброволец в Македоно-одринското опълчение в четата на Георги Занков и 1 рота на 4 битолска дружина.През август 1915 година завършва Военното училище в София. Участва в Първата световна война като подпоручик във втора рота на Шестдесет и четвърти пехотен полк. Загива на 21 октомври 1915 година при кървавото сражение при Криволак.За бойни отличия през войната посмъртно е награден с военен орден „За храброст“, IV степен.
Погребан е в двора на църквата „Успение Богородично“ в Ново село, Щипско заедно с останалите загинали войници. В 2010 година гробището е разкопано и тленните останки на войниците са унищожени.